# جائزة الأرجنتين الكبرى 1995
جائزة الأرجنتين الكبرى 1995 هو سباق فورمولا 1 أقيم بتاريخ 9 أبريل 1995 في بوينس آيرس، الأرجنتين. كان الثاني من أصل 17 في بطولة العالم لسباقات الفورمولا واحد موسم 1995. حلّ البريطاني دايمون هيل أولا بينما جاء الفرنسي جان إليزي في المركز الثاني وحصل على المركز الثالث الألماني مايكل شوماخر.